# Seal
Seal Henry Olusegun Olumide Adeola Samuel, v hudebním světě známý jako Seal (* 19. února 1963 Londýn, Anglie), je britský zpěvák, skladatel a hudební producent brazilsko-nigerijského původu. Celosvětově prodal přes 20 milionů desek. Ve svých skladbách spojuje vliv rhythm and blues a britského soulu 90. let.
Dvojnásobný držitel Grammy slavil úspěch hned s Seal stejnojmenným debutovým albem produkovaným Trevorem Hornem. Se stejným producentem spolupracoval i na dalších albech, dohromady prodali více než 12 mil. kopií. Dne 10. května 2005 se oženil s topmodelkou Heidi Klum. V roce 2012 se rozvedli. Jejich společný duet je ke slyšení ve skladbě „Wedding Day“ na desce System. Singl „Amazing“ byl v roce 2007 nominován na Grammy.
Jizvy na tváři jsou projevem kožního onemocnění, diskoidní formy lupus erythematosus.

## Mládí
Seal Henry Olusegun Olumide Adeola Samuel se narodil 19. února 1963 v nemocnici St Mary's v Paddingtonu v Londýně nigerijské matce Adebisi Ogundejiové a Afrobrazilskému otci Francisi Samuelovi. Byl vychován v pěstounské rodině ve Westminsteru v Londýně. Studoval architekturu a měl různá zaměstnání v oblasti Londýna.

## Diskografie

### Studiová alba
- 1991: Seal
- 1994: Seal
- 1998: Human Being
- 2001: Togetherland
- 2003: Seal IV
- 2007: System
- 2008: Soul
- 2010: Commitment
- 2015: Seal VII

### Ostatní
- 2004: Best 1991-2004
- 2005: Live in Paris
- 2006: One Night to Remember (živé album)
- 2008: Live in Hattiesburg